# Powiat winnicki
Powiat lub ujezd winnicki – dawny powiat, najpierw województwie bracławskim (od 1566 r.), następnie w północno-wschodniej części guberni podolskiej na Ukrainie. Centrum było miasto Winnica.
Gminy miały siedziby w miejscowościach:
1. Brahiłów
2. Hawryszówka
3. Jóźwin(inne języki)
4. Kalinówka
5. Kutyszcze Małe
6. Pików
7. Stanisławczyk
8. Strzyżawka
9. Tywrów